# Atrichopogon clavifuscus
Atrichopogon clavifuscus är en tvåvingeart som beskrevs av Tokunaga 1940. Atrichopogon clavifuscus ingår i släktet Atrichopogon och familjen svidknott. Inga underarter finns listade i Catalogue of Life.